# Открытая церковная группа лесбиянок и гомосексуалов
Открытая церковная группа лесбиянок и гомосексуалов (норв. Åpen Kirkegruppe for lesbiske og homofile) — межконфессиональная религиозная группа, объединяющая геев и лесбиянок Норвегии. Основана 10 февраля 1976 года, её основателем стал Осмунн Роберт Вик (норв. Aasmund Robert Vik; род. 1947), в дальнейшем заведующий литературной частью Норвежского национального театра, в 2015 году удостоенный премии норвежского волонтёрского движения (норв. Frivillighetspris) как общественный активист, чья деятельность изменила норвежское общество. 
Согласно Большой норвежской энциклопедии, целью группы было «наведение мостов между гомосексуальным освобождением и христианской верой, будь то применительно к организациям или к отдельным людям». До 2009 года группа входила в состав норвежского Общества гендерного и сексуального разнообразия, затем действовала самостоятельно. В 2022 году влилась в другую норвежскую организацию, Квир-христианскую сеть (норв. Skeivt Kristent Nettverk).